# Oliver Gavin
Oliver Benjamin Gavin (ur. 29 września 1972 w Huntingdon) – brytyjski kierowca wyścigowy.

## Kariera
Brytyjczyk karierę rozpoczął od kartingu. Po jej zakończeniu postanowił rozpocząć poważną karierę wyścigową, debiutując w 1991 roku, w Formule Vee. W tym samym sezonie dostał nagrodę McLaren Autosport BRDC Award, na najbardziej obiecującego brytyjskiego kierowcę roku.
W roku 1993 awansował do większej prestiżem, Brytyjskiej Formuły 3, gdzie zatriumfował dwa lata później. Poza tym zaliczył dwuletni epizod w Formule 1, z ekipą Pacific, w której to w latach 1994–1995 pełnił rolę kierowcy testowego. Pomimo tego nigdy nie zadebiutował w wyścigach GP.

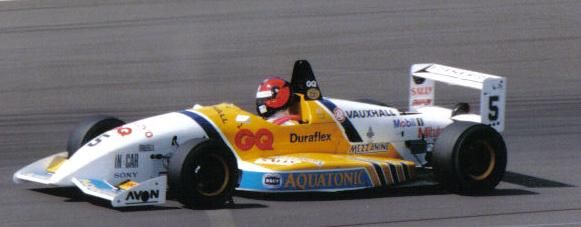
Oliver Gavin podczas wyścigu na torze Silverstone, w Brytyjskiej Formule 3

W 1997 roku postanowił spróbować swych sił w Międzynarodowej Formule 3000. Debiut nie był udany, gdyż w ciągu trzech rund Oliver ani razu nie zakwalifikował się do wyścigu. Głównym tego powodem były słabe osiągi bolidu. Do serii powrócił w roku 1999, już w pełnym sezonie. Wyniki nie uległy jednak znacznej poprawie i Gavin został sklasyfikowany na 16. lokacie, z dorobkiem trzech punktów.
Od sezonu 2001 Brytyjczyk regularnie bierze udział w 24-godzinnym wyścigu Le Mans. W tym czasie czterokrotnie w swojej klasie, w latach: 2002 oraz 2004–2006. Najlepszy wynik osiągnął w roku 2006, kiedy to zajął 4. miejsce w ogólnej klasyfikacji.